# Arne Ruset
Arne Karsten Ruset (né le 18 juin 1951) est un écrivain norvégien vivant à Molde. Il a grandi à Fjøra dans la commune de Norddal.

## Biographie
Psychiatre, il a depuis ses débuts en 1973, publié plusieurs recueils de poésie, des livres pour enfants, un recueil de nouvelles et un roman.
Tout comme son fils Endre, poète, il est impliqué dans le Festival Bjørnson depuis sa création en 1992.

## Prix
- Kritikerprisen, catégorie : livre pour enfant, pour Aldri åleine (1987).
- Kultur- og kirkedepartementets pris, catégorie : livre pour enfant  pour Over fjell, over hav, avec Anne Kristin Hagesæther (2000).